# Showajidaia sagamiensis
Showajidaia sagamiensis (Baba, 1937) è un mollusco nudibranchio endemico del Giappone. È unica specie nota del genere Showajidaia e della famiglia Showajidaiidae.

## Distribuzione e habitat
La specie è nota solo nelle acque del versante pacifico dell'isola giapponese di Honshū.